# Илларионово (Нижегородская область)
Илларио́ново — село в Большеболдинском районе Нижегородской области на реке Чека. Входит в состав Молчановского сельсовета.

## География
Село расположено в 14 км к северу от районного центра — села Большое Болдино. Ранее располагалось вдоль дороги из Большого Болдина в Лукоянов.

## История
31 августа 1627 года писцы Тимофей Измайлов и Несмеян Чаплин дали выпись «арзамасцам Истоме и Астафью Андреевым детям Ларионова на их поместье, что за ними в Арзамасском уезде в Залесном стану, за Шатковскими вороты в деревне Новой Ларионовой…».

При Писцовой переписи 1684—1686 годов чебоксарский помещик М.С. Ларионов заявил, что кроме села Новоларионово в Чебоксарском уезде, владеет ещё и селом Ларионово на реке Чеке в Арзамасском уезде.
Административно-территориальная принадлежность
В составе: Залесного стана Арзамасского уезда (1620-е гг.), 1 стана Сергачского уезда (1859).
Прежние названия
Деревня Ларионовых (1621—1623), Новое Ларионово (1627), Ларионово (Ларионово новое) (1859).

## Население
| 1999 | 2002 | 2010 |
| ---- | ---- | ---- |
| 266  | ↘245 | ↘212 |

В 1859 году во владельческой деревне Ларионово (Ларионово новое) (при реке Чеке) 1 стана Сергачского уезда насчитывалось 142 двора, 466 мужчин и 491 женщина.
По данным Всероссийской переписи населения 2002 года в селе Илларионово Илларионовского сельского совета проживали 245 человек, преобладающая национальность — русские (82%).

## Инфраструктура
В селе расположено отделение Почты России (индекс 607949), библиотека. Завершается строительство нового ФАПа. 
Памятники и памятные места
- памятник архитектуры (региональный) Церковь Введения во храм Пресвятой Богородицы (1762 год; объект культурного наследия № 5230111000)[14] (памятник архитектуры снят с охраны в 2014 году)[15].